# Česko na Halovém mistrovství světa v atletice 2001

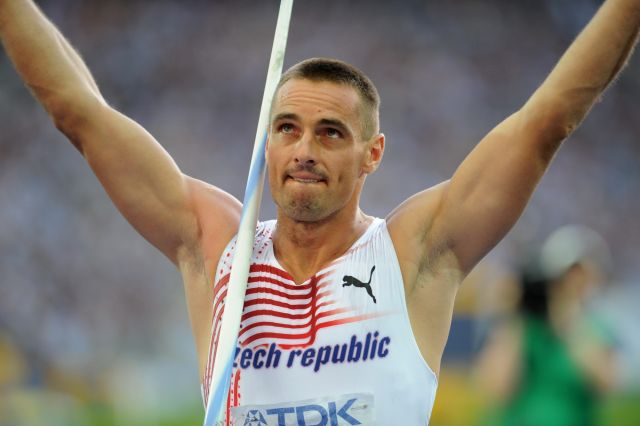
Roman Šebrle – vítěz sedmiboje na HMS 2001

Halového MS v atletice 2001 se ve dnech 9. – 11. března účastnilo 8 českých atletů (5 mužů a 3 ženy). Šampionát probíhal v portugalském Lisabonu v hale Pavilhão Atlântico (dnes MEO Arena).
Čeští reprezentanti vybojovali tři cenné kovy. Zlatou medaili získal Roman Šebrle, který titul halového mistra světa v sedmiboji vybojoval výkonem 6 420 bodů. Za tehdejším evropským rekordem Tomáše Dvořáka zaostal o pouhé čtyři body. Druhé zlato přidala tyčkařka Pavla Hamáčková, jež výkonem 456 cm vytvořila nový rekord šampionátu. Bronzovou medaili vybojovala Helena Fuchsová v běhu na 800 metrů.

## Výsledky

### Muži
| Atlet          | Disciplína  | Kvalifikace | Kvalifikace | Rozběh  | Rozběh   | Semifinále  | Semifinále  | Finále      | Finále      |
| Atlet          | Disciplína  | Výkon       | Umístění    | Výkon   | Umístění | Výkon       | Umístění    | Výkon       | Umístění    |
| -------------- | ----------- | ----------- | ----------- | ------- | -------- | ----------- | ----------- | ----------- | ----------- |
| Radek Zachoval | 200 m       |             |             | 21,16 s | 7.       | 21,17 s     | 7.          | nepostoupil | nepostoupil |
| Lukáš Vydra    | 800 m       |             |             | 1:50,99 | 18.      | nepostoupil | nepostoupil | –           | –           |
| Štěpán Janáček | Skok o tyči |             |             |         |          |             |             | 5,60 m      | 8.          |
| Miroslav Menc  | Vrh koulí   |             |             |         |          |             |             | 20,08 m     | 6.          |

Sedmiboj
| Roman Šebrle  | Sedmiboj    |          |       |               |
| Roman Šebrle  | Disciplína  | Výsledek | Body  | Umístění      |
| ------------- | ----------- | -------- | ----- | ------------- |
|               | Běh na 60 m | 7,00 s   | 882   | 4.            |
| Skok daleký   | 7,88 m      | 1 030    | 1.    |               |
| Vrh koulí     | 15,75 m     | 836      | 3.    |               |
| Skok do výšky | 2,08 m      | 878      | 2.    |               |
| 60 m přek.    | 7,86 s      | 1 017    | 1.    |               |
| Skok o tyči   | 4,90 m      | 880      | 6.    |               |
| Běh na 1000 m | 2:37,86     | 897      | 1.    |               |
| Celkově       |             |          | 6 420 | Zlatá medaile |

### Ženy
| Atletka                  | Disciplína  | Kvalifikace | Kvalifikace | Rozběh  | Rozběh   | Semifinále | Semifinále | Finále       | Finále           |
| Atletka                  | Disciplína  | Výkon       | Umístění    | Výkon   | Umístění | Výkon      | Umístění   | Výkon        | Umístění         |
| ------------------------ | ----------- | ----------- | ----------- | ------- | -------- | ---------- | ---------- | ------------ | ---------------- |
| Helena Dziurová-Fuchsová | 800 m       |             |             | 2:04,58 | 9. =     | 2:04,29    | 7.         | 2:01,18      | Bronzová medaile |
| Andrea Šuldesová         | 1500 m      |             |             | 4:15,57 | 13.      |            |            | nepostoupila | nepostoupila     |
| Pavla Hamáčková          | Skok o tyči |             |             |         |          |            |            | 4,56 m       | Zlatá medaile    |